# Красново (Костромская область)
Красново — деревня в Ореховском сельском поселении Галичского района Костромской области России.

## География
Деревня расположена на берегу реки Красновка.

## История
Согласно Спискам населенных мест Российской империи в 1872 году деревня относилась к 1 стану Галичского уезда Костромской губернии. В ней числился 21 двор, проживало 57 мужчин и 62 женщины.
Согласно переписи населения 1897 года в деревне проживало 147 человек (51 мужчина и 96 женщин).
Согласно Списку населенных мест Костромской губернии в 1907 году деревня относилась к Костомской волости Галичского уезда Костромской губернии. По сведениям волостного правления за 1907 год в ней числилось 34 крестьянских двора и 187 жителей. В деревне имелся сыроваренный завод. Основным занятием жителей деревни, помимо земледелия, был плотницкий промысел.
До муниципальной реформы 2010 года деревня также входила в состав Костомского сельского поселения.

## Население
| 2008 | 2010 | 2012 | 2014 |
| ---- | ---- | ---- | ---- |
| 0    | →0   | →0   | →0   |